# Charlie Kiéfer
Charlie Kiéfer, né le 26 avril 1937 à Ermont et mort le 6 octobre 2012 à Caen, est un illustrateur et un dessinateur français de bande dessinée.

## Biographie
Charlie Kiéfer découvre le monde de la bande dessinée dans les années 1950 au studio de Lucien Nortier. Dans le même temps, il se forme également au dessin aux Arts appliqués de 1953 à 1955. Il assiste Lucien Nortier sur ses séries comme Bison Noir et La Flèche brisée publiées dans Pilote, Sam Billie Bill et surtout Robin des Bois publiées dans Vaillant. Pour cette dernière série, il remplace un autre collaborateur de Lucien Nortier : Christian Gaty, en 1966. Charlie Kiéfer effectue les crayonnés des planches de Robin des Bois ; Lucien Nortier s'occupant de l'encrage.
Charlie Kiéfer s'oriente dans les années 1970 vers la publicité en devenant directeur artistique d'une agence, jusqu'à fonder son propre studio en 1984 avec sa femme Arlette.
Charlie Kiéfer revient vers la bande dessinée dans les années 1990. Il réalise des bandes dessinées historiques et biographiques, notamment aux éditions du Triomphe.
Charlie Kiéfer décède des suites d'une leucémie le 6 octobre 2012 à Caen.

## Œuvres

### Bande dessinée
- Robin des Bois avec Lucien Nortier (encrage) et Jean Ollivier (scénario), 1966-1969

- Les Aventures de Thorios, le Sage de l'Oronte avec Christian Deschamps (scénario), Éditions du Triomphe, 1998
- Lille, Cité de la Vierge, Éditions Faver, 1998
- Avec Guy de Larigaudie avec Louis-Bernard Koch et Guy Lehideux (scénario), Éditions du Triomphe, 1999
- Sainte Thérèse de Lisieux, Éditions Clovis, 2000
- Saint Padre Pio, Éditions Clovis, 2003
- Napoléon III, Empereur des Français avec Reynald Secher (scénario), Reynald Secher Éditions, 2003
- Jeanne de France, Reine et servante... avec Guy Lehideux (scénario), Éditions du Triomphe, 2006
- Bonaparte, le Général Vendémiaire avec Reynald Secher & avec Guy Lehideux (scénario), Reynald Secher Éditions, 2006
- Napoléon Ier, Empereur des Français avec Reynald Secher & avec Guy Lehideux (scénario), Reynald Secher Éditions, 2010

### Illustration
- Le 15e calendrier de Dachs, éditions du Triomphe
- Cartouche de Louis Fontaine, illustrations intérieures, éditions du Triomphe
- La Piste sauvage de Dachs, illustrations intérieures, éditions du Triomphe
- L'Épée de Zaddok de Jean-Henri Denz, illustrations intérieures, éditions du Triomphe